# Clã Carmichael
O Clã Carmichael é um clã escocês da região das Terras Baixas, do distrito de South Lanarkshire, Escócia.
O atual chefe é Richard Carmichael, 30º chefe do clã.